# Zbrojewsko
Zbrojewsko – wieś w Polsce położona w województwie śląskim, w powiecie kłobuckim, w gminie Lipie.
W latach 1975–1998 miejscowość administracyjnie należała do województwa częstochowskiego.

## Zabytki
- grodzisko z XIV wieku – miało za zadanie strzec granicy śląsko-małopolskiej na Liswarcie, stojąc już po stronie śląskiej. Część środkowa grodu, o wymiarach ok. 35 × 40 m otoczona była fosą i dodatkowo zewnętrznym wałem, zniszczonym podczas prac melioracyjnych w latach 60. XX w. Miejsce pod założenie gródka wyniesiono nieco ponad poziom zalewowy, przywożąc znaczną ilość piasku spoza doliny. W trakcie badań prowadzonych w latach 1973-1982 przez Barbarę Gedl z Instytutu Archeologii UJ, pośrodku gródka odkryto relikty budowli drewnianej, zapewne wieży na kamiennym fundamencie. Obronny charakter założenia potwierdziły liczne znaleziska elementów oporządzenia jeździeckiego i broni. Do najbardziej okazałych należą fragmenty ciężkich kusz oraz towarzyszące im, bardzo liczne, groty bełtów do kuszy. Prócz tego znaleziono tu grot włóczni, groty strzał do łuku, ostrogi z bodźcem zakończonym kółkiem gwiaździstym, wędzidła, fragmenty kolczug i strzemion. Zabytki znalezione na grodzie w Zbrojewsku są typowe dla XIV w. Prawdopodobnie po połowie tego stulecia gródek został zdobyty i spalony i nigdy już nie został odbudowany[4].